# أنيتا بولاث
أنيتا بولاث (بالمجرية: Bulath Anita) مواليد 20 سبتمبر 1983 في المجر، هي لاعبة كرة يد مجرية تلعب كظهير أيسر. مثلت منتخب المجر لكرة اليد للسيدات. حققت المركز الثالث في بطولة أوروبا لكرة اليد للسيدات 2012.

## سجل المنافسة
شاركت في البطولات التالية:
- بطولة العالم لكرة اليد للسيدات 2009
- بطولة العالم لكرة اليد للسيدات 2013
- بطولة العالم لكرة اليد للسيدات 2015
- بطولة أوروبا لكرة اليد للسيدات 2008
- بطولة أوروبا لكرة اليد للسيدات 2010
- بطولة أوروبا لكرة اليد للسيدات 2012
- بطولة أوروبا لكرة اليد للسيدات 2014

## الميداليات
| الميدالية | المسابقة                            |
| --------- | ----------------------------------- |
| برونزية   | بطولة أوروبا لكرة اليد للسيدات 2012 |

## روابط خارجية
- أنيتا بولاث على موقع الاتحاد الأوروبي لكرة اليد (الإنجليزية)